# 17473 Freddiemercury
17473 Freddiemercury eller 1991 FM3 är en asteroid i huvudbältet som upptäcktes den 21 mars 1991 av den belgiske astronomen Henri Debehogne vid La Silla-observatoriet. Den är uppkallad efter den brittiske sångaren Freddie Mercury.
Asteroiden har en diameter på ungefär 3 kilometer och den tillhör asteroidgruppen Massalia.